# Pirata blabakensis
Pirata blabakensis là một loài nhện trong họ Lycosidae.
Loài này thuộc chi Pirata. Pirata blabakensis được Alberto Barrion & James A. Litsinger miêu tả năm 1995.

## Hình ảnh

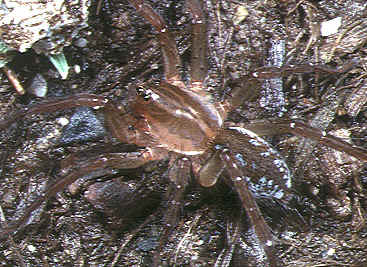